# Stade José-Mammoud-Abbas
Pour les articles homonymes, voir Abbas.
Le stade José-Mammoud-Abbas (en portugais : Estádio José Mammoud Abbas), également surnommé Mamudão et auparavant connu sous le nom de Mamudinho, est un stade de football brésilien situé dans la ville de Governador Valadares, dans l'État du Minas Gerais.
Le stade, doté de 8 675 places et inauguré en 1964, sert d'enceinte à domicile aux équipes de football de l'Esporte Clube Democrata et du Valadares Esporte Clube.

## Histoire
Le stade est inauguré en 1964 lors d'une défaite 2-0 des locaux du Democrata contre Botafogo, au cours d'un tournoi organisé entre le Democrata et des clubs de Rio de Janeiro.
Le record d'affluence au stade est de 15 778 spectateurs, lors d'une rencontre entre le Democrata et l'Atlético Mineiro.